# Les Rivages
Les Rivages est un quartier de la ville belge de Dinant située en Région wallonne dans la province de Namur. Cet ancien hameau se trouve en bord de Meuse (rive droite) juste au sud du rocher Bayard.

## Histoire
Le hameau fut le théâtre d'atrocités allemandes durant la Première Guerre mondiale, le 23 août 1914. Il semble que dans le cas des Rivages, comme d'autres quartiers de Dinant, les soldats allemands craignaient l'existence de francs-tireurs belges du fait de la perception du bruit et des résonances données par l'explosion des balles et leur écho dans la vallée particulièrement encaissée notamment à la hauteur des Rivages : « La surface de l'eau amplifiant les sons, la rivière donne l'impression qu'un tir à certaine distance vient de tout près, une erreur d'interprétation renforcée par le mur rocheux abrupt sitiué derrière les Rivages, qui distord les échos et qui empêche de localiser la provenance des tirs. »